# Michael Herrmann (Politiker)
Michael Herrmann (* 15. August 1973 in Reigoldswil) ist ein Schweizer Politiker (FDP).

## Leben
Herrmann ist ausgebildeter Bankfachmann und Unternehmer. Er hat an der Fachhochschule Zürich das Nachdiplomstudium zum Dipl. Financial Consultant FH abgeschlossen.
Vom Januar 2010 bis Januar 2018 war er Landrat, gewählt im Wahlkreis Gelterkinden und gehörte der Bildungs-, Kultur- und Sportkommission, sowie der Finanzkommission an. Michael Herrmann war von 2008 bis 2012 Präsident der FDP Baselland. Vorher war er vier Jahre Vizepräsident unter dem ehemaligen Landrat Peter Tobler.
Herrmann übte weitere verschiedene politische Funktionen aus. Unter anderem war er Mitglied der Gemeindekommission und der Geschäftsprüfungskommission von Gelterkinden. Zudem war er während vieler Jahre Präsident der FDP Gelterkinden. Vom 1. Juli 2012 bis 30. Juni 2016 war er Präsident der Rechnungsprüfungskommission Gelterkinden.